# Congresso Nacional para a Reconstrução de Timor-Leste
O Congresso Nacional para a Reconstrução de Timor-Leste (CNRT) é um partido político de Timor-Leste fundado pelo primeiro-ministro Xanana Gusmão em março 2007 como preparação para a eleição parlamentar de 2007.

## Histórico
Nas eleições de 2007 o partido ganhou 24,10% dos votos, ficando em segundo lugar atrás da FRETILIN, que ganhou 29%. Com base nos resultados, o CNRT teve direito a 18 assentos no parlamento. No início de julho, a CNRT concordou em formar uma coalizão com os partidos Associação Social-Democrata Timorense, Partido Social Democrata e Partido Democrático, a fim de obter uma maioria parlamentar.
O partido, com os seus parceiros de coligação, participou nas negociações com a FRETILIN no final do mês de julho, para a proposta do presidente José Ramos-Horta, clamando para a formação de um governo de unidade nacional, mas as negociações não foram bem sucedidas. Depois de semanas de disputa entre a coalizão liderada pela CNRT e a FRETILIN sobre quem deveria formar o governo, Ramos-Horta anunciou em 6 de agosto que a coligação seria formada por Gusmão, que se tornaria primeiro-ministro.
Nas eleições parlamentares de 2012 a CNRT ganhou 36.66% dos votos, elegendo 30 parlamentares, tornando-se o maior partido do Parlamento Nacional.